# Tasmanipatus anophthalmus
Tasmanipatus anophthalmus és una espècie d'onicòfor pertanyent a la família Peripatopsidae, el qual fou descobert per a la ciència l'any 1987.

## Descripció
- El cos és de color blanc (llevat de les puntes de color marró fosc de les seues urpes i mandíbules), aplanat, cilíndric i d'aspecte vellutat.
- Presenta 15 parells de potes no articulades i amb peus i urpes ben desenvolupats.
- Té antenes que s'estenen des del cap.
- No té ulls.
- Les femelles adultes poden arribar als 50 mm de llargària total.[4][3][5]

## Reproducció
Assoleix la maduresa sexual en arribar a l'any d'edat i les femelles pareixen entre 16 i 18 cries vives al mateix temps.

## Alimentació
És un depredador que es nodreix d'invertebrats, els quals són capturats gràcies a un líquid enganxós que raja dels apèndixs que té al cap.

## Hàbitat
És terrestre i viu tant als troncs podrits com al terra dels boscos d'eucaliptus. Es troba amb més freqüència al llarg de rieres, barrancs i vessants ombrejats que miren a l'est i el sud.

## Distribució geogràfica
És un endemisme d'Austràlia: el nord-est de Tasmània.

## Costums
És nocturn.

## Estat de conservació
Les seues principals amenaces són la desforestació i la crema dels boscos.